# Matrixorganisation

Skizze einer Matrixorganisation

Eine Matrixorganisation ist ein mögliches Strukturprinzip in der Organisation eines Betriebes, nach dem Zuständigkeit und Verantwortlichkeit aufgebaut werden können. Dabei wird die Leitungsfunktion auf zwei voneinander unabhängige Dimensionen (z. B. Funktion, Region, Verrichtung und Produkte) verteilt, die sowohl gleichberechtigt (balancierte Matrix) als auch von unterschiedlicher Einflusschance sein können: In der funktionalen Matrix hat die Funktion die letzte Entscheidungshoheit, in der Business- oder Projektmatrix ist es diese Dimension. Die Mitarbeiter stehen in zugleich zwei gleichrangigen Weisungsbeziehungen, z. B. sind sie den Leitern der verrichtungsbezogenen Abteilungen Beschaffung, Produktion und Absatz und gleichzeitig den objektbezogenen Produktmanagern unterstellt. Eine Matrixorganisation ist damit eine Form der Mehrlinienorganisation.
Die hierbei entstehenden Zuständigkeits-Überkreuzungen führen in der Praxis jedoch häufig zu so großen Problemen, dass in aller Regel die personelle Weisungsbefugnis (die letztlich die ausschlaggebende ist) auf eine einzige Linie beschränkt wird, jeder Mitarbeiter also nur einen unmittelbar weisungsberechtigten Vorgesetzten hat. Die überkreuzenden Zuständigkeiten der anderen Linie werden dann meist dadurch aufgelöst, dass Mitarbeiter temporär aufgabenbezogen für die andere Linie freigestellt werden; der Anteil der Arbeitszeit, der hierfür bereitzustellen ist, wird dann meist zwischen den Vorgesetzten der jeweiligen Linien verhandelt.
Die Umsetzung einer Matrixorganisation unterscheidet zwischen der disziplinarischen Linienfunktion, üblicherweise in der Senkrechten dargestellt, und der fachlichen Weisungsbefugnis in der horizontalen. Die fachliche Führung ist dabei sehr oft projektbezogen und somit für einen bestimmten Projektzeitraum angelegt.
Aus der Matrixorganisation ergeben sich v. a. im internationalen Kontext komplexe rechtliche Fragestellungen, die gesellschaftsrechtliche, steuerrechtliche, arbeitsrechtliche und betriebsverfassungsrechtliche Aspekte umfassen und nur mit spezialisierter juristischer Kompetenz abgedeckt werden können.

## Ausführliche Definition
Die Matrixorganisation zählt zu den möglichen Modellen der Organisation von Stellenbeziehungen in einem Unternehmen und ähnelt dem Projektmanagement. Dabei geht es nicht um die Regelung einzelner Arbeitsprozesse, sondern um die für alle Arbeitsprozesse gültige Rahmenstruktur, häufig auch als Aufbauorganisation bezeichnet. Die Matrixorganisation ist ein Mehrliniensystem mit gleichzeitiger Verrichtungs- und Objektgliederung. Die Verrichtungsgliederung, das heißt die Gliederung nach Funktionsbereichen wie beispielsweise Beschaffung, Produktion, Marketing, bildet typischerweise die vertikale Dimension (Linieninstanz), während die Objektgliederung, beispielsweise die Gliederung nach Märkten, Produkten oder Regionen, die horizontale Dimension (Matrixinstanz) bildet. Durch diese Anordnung entsteht die namengebende Matrix.
Die Matrixorganisation bringt hohe bzw. neue Anforderungen besonders für:
- Leitende Manager wie Geschäftsführer, da sie für zwei Linien bezüglich Führung verantwortlich sind.
- Gleichberechtigte Matrixmanager, die mit der Koordination betraut sind.
- Doppelt berichtende Mitarbeiter, da sie an zwei Vorgesetzte berichten müssen.

Bei der Matrixorganisation leitet der Projektmanager das Projektteam und der disziplinarisch Vorgesetzte (Personalverantwortlicher) bestimmt über die Ressourcen und Technologie.

### Starke Matrix
Die starke Matrix ähnelt der projektbezogenen Organisation. Der Projektmanager kann über die Ressourcen bestimmen und das Projekt ist nicht aus der übergeordneten Organisation ausgegliedert.

### Schwache Matrix
Die schwache Matrix ähnelt der fachbezogenen Organisation. Hier ist nur der Projektmanager in Vollzeit für das Projekt abgestellt und die Fachabteilungen erbringen Dienstleistungen für das Projekt.

## Vor- und Nachteile

### Vorteile
Als Vorteile können unter anderem genannt werden:
- kürzere Wege in der Kommunikation,
- die flexible Berücksichtigung von wettbewerbsrelevanten Aspekten,
- die Spezialisierung der Leitungsfunktion bei gleichzeitiger Entlastung der obersten Unternehmensleitung,
- Problemlösungen unter Berücksichtigung unterschiedlicher Standpunkte und der Vorrang der Sachkompetenz vor der hierarchischen Stellung sowie die Förderung von Teamwork.

Aus Mitarbeitersicht ergeben sich weitere Vorteile:
- bei geeigneter Umsetzung der Matrix ergibt sich eine enge fachliche Steuerung des Mitarbeiters auf der horizontalen Ebene
- es steht ein permanenter Ansprechpartner in der Linienorganisation zur Verfügung, der im Sinne des Mitarbeiters und dessen Entwicklung agieren und vermitteln kann
- das soziale Umfeld wird gefördert.

Durch diese klare Trennung von fachlichen und disziplinarischen Kompetenzen gestaltet sich die Führung größerer Organisationen einfacher. Es ist zudem leichter, Führungskräfte mit klarem Fokus auf technisch/inhaltliche oder disziplinarische Führungsaufgaben zu finden als Allround-Manager, die beides in einer Person leisten können.
Als ein bedeutender Vorteil der Matrixorganisation wird genannt, dass sie Auslastungsschwankungen besser bewältigen soll, da sie mit der Basisorganisation in Zusammenhang steht, die Mitarbeiter nicht vollständig aus der Primärorganisation herausgelöst werden müssen und die vorhandenen Spezialisten auch nur nach Bedarf für das jeweilige Projekt eingesetzt werden können.
Dieser Vorteil ist nur bei einer zeitlich flexiblen Mitarbeiterzahl während des gesamten Projektverlaufes möglich. Praktisch können jedoch durch das Verbleiben von Spezialisten in der Basisorganisation erhöhte Planungs- und Management- sowie Gemeinkosten während der Projektpausen von Spezialisten entstehen, sodass die Einbindung fremder externer Fachkräfte häufig noch effizienter, flexibler und damit preiswerter als der Rückgriff auf vorhandene, unter Umständen überlastete Stammkräfte aus der Basisorganisation sein kann.

### Nachteile
zu den Nachteilen und Gefahren dieser Organisation von Stellenbeziehungen zählen:
- Kompetenzkonflikte, d. h.
  - Machtkämpfe und unbefriedigende Kompromisse,
  - Zurechnungsprobleme von Erfolgen und Misserfolgen,
  - ein Mangel an Transparenz und notwendigen, klaren Regelungen der Kompetenzen,
- ein hoher Kommunikationsaufwand,
- zusätzliche Planungsaufwände und hohe Gemeinkosten während Projektpausen
- eine schwerfällige und lang andauernde Entscheidungsfindung,
- die Unsicherheit der Ausführungsstellen infolge der Mehrfachunterstellung
- herausfordernde Leistungskontrolle durch
  - Abnahme der Leistungsbereitschaft, wenn diese durch die Linienführung nicht anerkannt wird
  - von außen nur schwer abschätzbare Auslastung des Mitarbeiters, da Gesamtbild oft nicht vorhanden

Zudem kann sich der Mitarbeiter auch frustriert fühlen, wenn er unvereinbare Anforderungen aus der Projekt- und Basisorganisation sowie von weiteren Vorgesetzten zu erfüllen hat und sich dadurch überfordert fühlt. Diese Mehrfachbelastung wird häufig auch als Quelle für Burnout-Syndrom von den Betroffenen angeführt.

## Anwendung
Anwendung findet dieses Modell hauptsächlich in großen Unternehmen, bei denen mindestens zwei Gliederungsdimensionen für die Wettbewerbsfähigkeit wichtig sind – dies ist häufig bei international tätigen Unternehmen der Fall. Oft wird die Matrixorganisation auch zur Ergänzung der Linienorganisation um zusätzliche koordinationsrelevante Aspekte herangezogen.
Die langfristigen Ziele einer planbaren, geführten und übergeordneten Unternehmensentwicklung lassen sich oft nur mit erhöhtem Aufwand in einer Matrixorganisation umsetzen. Deshalb werden Matrixorganisationen besonders erfolgreich vor allem in projektorientierten Branchen, wie im Bauwesen, der Fahrzeugentwicklung und in Profitcentern ohne nachhaltige Unternehmensziele eingesetzt.
Treiber für die zunehmende Verbreitung der Matrixorganisation bis hin in mittelständische Unternehmen sind die Internationalisierung sowie die zunehmende Komplexität und Dynamik von Markt- und Geschäftsaktivitäten. In der öffentlichen Verwaltung und in handwerklich organisierten Betrieben (z. B. Großbäckereien) sind reine Matrixorganisationen dagegen kaum anzutreffen, seltener auch in Unternehmen mit stark nationalem Fokus.
Matrixorganisationen sind laut des Hernstein Management Reports 2/2012 in Deutschland stark vertreten. 41 % der Unternehmen nutzen diese Struktur, gefolgt von Projektorganisationen mit 36 %.